# Saint-Martin-de-Seignanx
Saint-Martin-de-Seignanx è un comune francese di 4 831 abitanti situato nel dipartimento delle Landes nella regione della Nuova Aquitania. Faceva parte degli otto comuni dell'antica baronia di Seignanx.
Il suo territorio comunale è bagnato dal fiume Boudigau.

## Società

### Evoluzione demografica
Abitanti censiti